# Calambus
Calambus is een geslacht van kevers uit de familie  
kniptorren (Elateridae).
Het geslacht is voor het eerst wetenschappelijk beschreven in 1859 door Carl Gustaf Thomson.

## Soorten
Het geslacht omvat de volgende soorten:
- Calambus bipustulatus (Linnaeus, 1758)
- Calambus japonicus (Fleutiaux, 1902)
- Calambus jureceki Stepanov, 1930
- Calambus kusuii Ôhira, 1994
- Calambus mundulus (Lewis, 1879)
- Calambus ussuriensis (Denisova, 1948)